# NBA-Draft 2011
Der NBA-Draft 2011 wurde am 23. Juni 2011 im Prudential Center von Newark, New Jersey durchgeführt. In zwei Runden konnten sich die 30 NBA-Teams die Rechte an insgesamt 60 Nachwuchsspielern sichern. Da die Liga jedoch zum 1. Juli 2011 einen „Lockout“ verhängt hatte und die Saison 2011/12 verspätet begann, konnten die Spieler nicht sofort in die NBA wechseln. Einige unterschrieben daher Verträge in anderen Ligen.
Die endgültige Draft-Reihenfolge für die Positionen 1 bis 14 wurde am 17. Mai 2011 durch die Draft-Lotterie bestimmt. An dieser gewichteten Lotterie nahmen die 14 Teams, die sich in der Saison 2010/11 nicht für die Play-off-Runde qualifiziert hatten, teil und wurden in umgekehrter Reihenfolge der Tabelle der Regular Season gesetzt. Die Ziehung gewannen die Cleveland Cavaliers, die diesen Pick von den Los Angeles Clippers erworben hatten, gefolgt von den Minnesota Timberwolves und den Utah Jazz, deren Pick von den New Jersey Nets stammte.
Alle Spieler, die sich zum Draft anmelden wollten, mussten unabhängig von ihrem Schulabschluss vor Ende des Kalenderjahres 1992 geboren sein. Wenn sie kein „internationaler Spieler“ waren, musste zudem mindestens ein Jahr zwischen ihrem High-School-Abschluss und dem Beginn der NBA-Saison 2011/12 liegen.
An erster Stelle des Drafts wurde Kyrie Irving von der Duke University, vor Derrick Williams und Enes Kanter, ausgewählt. Der Draft stellte auch einen Rekord auf: Sechs der sieben zuerst gedrafteten Spieler wurden außerhalb der USA geboren, drei davon in Europa.

## Runde 1
Abkürzungen: PG = Point Guard, SG = Shooting Guard, SF = Small Forward, PF = Power Forward, C = Center; Fr. = Freshman, So. = Sophomore, Jr. = Junior, Sr. = Senior 
| Nr. | Name               | Position | Nationalität                    | NBA-Team                                                                          | vorheriges Team/College |
| --- | ------------------ | -------- | ------------------------------- | --------------------------------------------------------------------------------- | ----------------------- |
| 1   | Kyrie Irving       | PG       | Vereinigte Staaten / Australien | Cleveland Cavaliers (von Los Angeles Clippers)                                    | Duke (Fr.)              |
| 2   | Derrick Williams   | PF/SF    | Vereinigte Staaten              | Minnesota Timberwolves                                                            | Arizona (So.)           |
| 3   | Enes Kanter        | C        | Türkei                          | Utah Jazz (von New Jersey)                                                        | Kentucky (Fr.)          |
| 4   | Tristan Thompson   | PF       | Kanada                          | Cleveland Cavaliers                                                               | Texas (Fr.)             |
| 5   | Jonas Valančiūnas  | C        | Litauen                         | Toronto Raptors                                                                   | Lietuvos rytas Vilnius  |
| 6   | Jan Veselý         | PF       | Tschechien                      | Washington Wizards                                                                | KK Partizan Belgrad     |
| 7   | Bismack Biyombo    | C/PF     | Dem. Rep. Kongo                 | Sacramento Kings (nach Charlotte transferiert)                                    | Baloncesto Fuenlabrada  |
| 8   | Brandon Knight     | PG/SG    | Vereinigte Staaten              | Detroit Pistons                                                                   | Kentucky (Fr.)          |
| 9   | Kemba Walker       | PG       | Vereinigte Staaten              | Charlotte Bobcats                                                                 | Connecticut (Jr.)       |
| 10  | Jimmer Fredette    | PG/SG    | Vereinigte Staaten              | Milwaukee Bucks (nach Sacramento transferiert)                                    | BYU (Sr.)               |
| 11  | Klay Thompson      | SG/SF    | Vereinigte Staaten              | Golden State Warriors                                                             | Washington State (Jr.)  |
| 12  | Alec Burks         | SG       | Vereinigte Staaten              | Utah Jazz                                                                         | Colorado (So.)          |
| 13  | Markieff Morris    | PF       | Vereinigte Staaten              | Phoenix Suns                                                                      | Kansas (Jr.)            |
| 14  | Marcus Morris      | PF/SF    | Vereinigte Staaten              | Houston Rockets                                                                   | Kansas (Jr.)            |
| 15  | Kawhi Leonard      | SF       | Vereinigte Staaten              | Indiana Pacers (nach San Antonio transferiert)                                    | San Diego State (So.)   |
| 16  | Nikola Vučević     | C        | Montenegro                      | Philadelphia 76ers                                                                | USC (Jr.)               |
| 17  | Iman Shumpert      | SG/PG    | Vereinigte Staaten              | New York Knicks                                                                   | Georgia Tech (Jr.)      |
| 18  | Chris Singleton    | SF       | Vereinigte Staaten              | Washington Wizards (von Atlanta)                                                  | Florida State (Jr.)     |
| 19  | Tobias Harris      | SF/PF    | Vereinigte Staaten              | Charlotte Bobcats (von New Orleans via Portland nach Milwaukee transferiert)      | Tennessee (Fr.)         |
| 20  | Donatas Motiejūnas | PF       | Litauen                         | Minnesota Timberwolves (von Memphis via Utah nach Houston transferiert)           | Benetton Treviso        |
| 21  | Nolan Smith        | PG       | Vereinigte Staaten              | Portland Trail Blazers                                                            | Duke (Sr.)              |
| 22  | Kenneth Faried     | PF       | Vereinigte Staaten              | Denver Nuggets                                                                    | Morehead State (Sr.)    |
| 23  | Nikola Mirotić     | PF       | Spanien                         | Houston Rockets (von Orlando via Phoenix und Minnesota nach Chicago transferiert) | Real Madrid             |
| 24  | Reggie Jackson     | PG       | Vereinigte Staaten              | Oklahoma City Thunder                                                             | Boston College (Sr.)    |
| 25  | MarShon Brooks     | SG       | Vereinigte Staaten              | Boston Celtics (zu den New Jersey Nets transferiert)                              | Providence (Sr.)        |
| 26  | Jordan Hamilton    | SF/SG    | Vereinigte Staaten              | Dallas Mavericks (von Portland; nach Denver transferiert)                         | Texas (So.)             |
| 27  | JaJuan Johnson     | PF       | Vereinigte Staaten              | New Jersey Nets (von L.A. Lakers nach Boston transferiert)                        | Purdue (Sr.)            |
| 28  | Norris Cole        | PG       | Vereinigte Staaten              | Chicago Bulls (von Miami via Toronto und Minnesota nach Miami transferiert)       | Cleveland State (Sr.)   |
| 29  | Cory Joseph        | PG       | Kanada                          | San Antonio Spurs                                                                 | Texas (Fr.)             |
| 30  | Jimmy Butler       | SF/SG    | Vereinigte Staaten              | Chicago Bulls                                                                     | Marquette University    |

## Runde 2
| Nr. | Name                   | Position | Nationalität           | NBA-Team                                                          | vorheriges Team/College    |
| --- | ---------------------- | -------- | ---------------------- | ----------------------------------------------------------------- | -------------------------- |
| 31  | Bojan Bogdanović       | SF       | Kroatien               | Miami Heat (von Minnesota nach New Jersey transferiert)           | Fenerbahçe Ülkerspor       |
| 32  | Justin Harper          | PF       | Vereinigte Staaten     | Cleveland Cavaliers (nach Orlando transferiert)                   | Richmond (Sr.)             |
| 33  | Kyle Singler           | SF       | Vereinigte Staaten     | Detroit Pistons (von Toronto)                                     | Duke (Sr.)                 |
| 34  | Shelvin Mack           | PG       | Vereinigte Staaten     | Washington Wizards                                                | Butler (Jr.)               |
| 35  | Tyler Honeycutt        | SF       | Vereinigte Staaten     | Sacramento Kings                                                  | UCLA (So.)                 |
| 36  | Jordan Williams        | PF/C     | Vereinigte Staaten     | New Jersey Nets                                                   | Maryland (So.)             |
| 37  | Trey Thompkins         | PF       | Vereinigte Staaten     | Los Angeles Clippers (von Detroit)                                | Georgia (Jr.)              |
| 38  | Chandler Parsons       | SF       | Vereinigte Staaten     | Houston Rockets (von L.A. Clippers)                               | Florida (Sr.)              |
| 39  | Jeremy Tyler           | PF/C     | Vereinigte Staaten     | Charlotte Bobcats (nach Golden State transferiert)                | Tokio Apache               |
| 40  | Jon Leuer              | PF       | Vereinigte Staaten     | Milwaukee Bucks                                                   | Wisconsin (Sr.)            |
| 41  | Darius Morris          | PG       | Vereinigte Staaten     | Los Angeles Lakers (von Golden State via New Jersey)              | Michigan (So.)             |
| 42  | Dāvis Bertāns          | PF       | Lettland               | Indiana Pacers (nach San Antoinio transferiert)                   | KK Union Olimpija          |
| 43  | Malcolm Lee            | SG       | Vereinigte Staaten     | Chicago Bulls (von Utah nach Minnesota transferiert)              | UCLA (Jr.)                 |
| 44  | Charles Jenkins        | PG/SG    | Vereinigte Staaten     | Golden State Warriors (von Phoenix via Chicago)                   | Hofstra (Sr.)              |
| 45  | Josh Harrellson        | C        | Vereinigte Staaten     | New Orleans Hornets (von Philadelphia nach New York transferiert) | Kentucky (Sr.)             |
| 46  | Andrew Goudelock       | SG       | Vereinigte Staaten     | Los Angeles Lakers (von New York)                                 | Charleston (Sr.)           |
| 47  | Travis Leslie          | SG       | Vereinigte Staaten     | Los Angeles Clippers (von Houston)                                | Georgia (Sr.)              |
| 48  | Keith Benson           | C        | Vereinigte Staaten     | Atlanta Hawks                                                     | Oakland (Sr.)              |
| 49  | Josh Selby             | PG       | Vereinigte Staaten     | Memphis Grizzlies                                                 | Kansas (Fr.)               |
| 50  | Lavoy Allen            | PF       | Vereinigte Staaten     | Philadelphia 76ers (von New Orleans)                              | Temple (Sr.)               |
| 51  | Jon Diebler            | SG       | Vereinigte Staaten     | Portland Trail Blazers                                            | Ohio State (Sr.)           |
| 52  | Vernon Macklin         | PF       | Vereinigte Staaten     | Denver Nuggets (nach Detroit transferiert)                        | Florida (Sr.)              |
| 53  | DeAndre Liggins        | SG       | Vereinigte Staaten     | Orlando Magic                                                     | Kentucky (Jr.)             |
| 54  | Milan Mačvan           | PF       | Serbien                | Cleveland Cavaliers (von Oklahoma City via Miami)                 | Maccabi Tel Aviv           |
| 55  | E’Twaun Moore          | SG       | Vereinigte Staaten     | Boston Celtics                                                    | Purdue (Sr.)               |
| 56  | Chukwudiebere Maduabum | SF       | Nigeria                | Los Angeles Lakers                                                | Bakersfield Jam (D-League) |
| 57  | Targuy Ngombo          | SF       | Republik Kongo / Katar | Dallas Mavericks (nach Portland transferiert)                     | Al-Rayyan                  |
| 58  | Ater Majok             | C        | Australien             | Los Angeles Lakers (von Miami)                                    | Gold Coast Blaze           |
| 59  | Ádám Hanga             | SG       | Ungarn                 | San Antonio Spurs                                                 | Alba Fehérvár              |
| 60  | Isaiah Thomas          | PG       | Vereinigte Staaten     | Sacramento Kings (von Chicago via Milwaukee)                      | Washington (Jr.)           |

## Ungedraftete Spieler
- Pablo Aguilar,  Real Madrid
- Doğuş Balbay, University of Texas at Austin
- Robin Benzing,  ratiopharm Ulm
- Dwight Buycks, Marquette University
- Malcolm Delaney, Virginia Tech University
- Diante Garrett, Iowa State University
- Ben Hansbrough, University of Notre Dame
- Matt Howard, Butler University
- David Lighty, Ohio State University
- Giorgi Schermadini,  KK Union Olimpija
- Philipp Schwethelm,  FC Bayern München
- Julyan Stone, University of Texas at El Paso
- Greg Smith, California State University, Fresno
- Malcolm Thomas, San Diego State University